# Sfintere
Lo sfintere, in anatomia, è un muscolo circolare (risultante dall'unione di due muscoli semiorbicolari, sulla linea mediana) che, disposto intorno a un passaggio naturale o ad un orifizio, si contrae per restringerlo o chiuderlo e che, al contrario, si rilassa quando richiesto dai normali processi fisiologici.
Gli sfinteri si trovano in molti animali, ce ne sono più di 50 nel corpo umano, alcuni microscopici, come gli sfinteri precapillari.

## Funzioni
Gli sfinteri sono efficaci nel controllo dell'ingresso e dell'uscita di liquidi e fluidi: questo risulta evidente, per esempio, negli sfiatatoi di numerosi mammiferi marini; essi sono quasi sempre contratti poiché si rilassano solo quando devono far passare le sostanze.
Molti sfinteri vengono utilizzati ogni giorno nel normale corso della digestione e della visione. Ad esempio, l'epiglottide viene utilizzata per sigillare la trachea durante la deglutizione, in modo da garantire che gli alimenti o i liquidi non entrino nei polmoni. La funzione dell'epiglottide è un tipico esempio di un'azione involontaria del corpo.

## Classificazioni
Gli sfinteri possono essere ulteriormente classificati in sfinteri funzionali e anatomici:
- Sfinteri anatomici: hanno un ispessimento muscolare localizzato e spesso circolare, per facilitare la loro azione.
- Sfinteri funzionali: non hanno questo ispessimento muscolare localizzato e raggiungono la loro azione indirettamente, attraverso la contrazione dei muscoli intorno (estrinseco) o entro (intrinseco) la struttura.

Gli sfinteri possono anche essere controllati volontariamente o involontariamente:
- Sfinteri volontari sono serviti dai nervi somatici.
- Sfinteri involontari sono stimolati dal sistema nervoso autonomo.

## Esempi

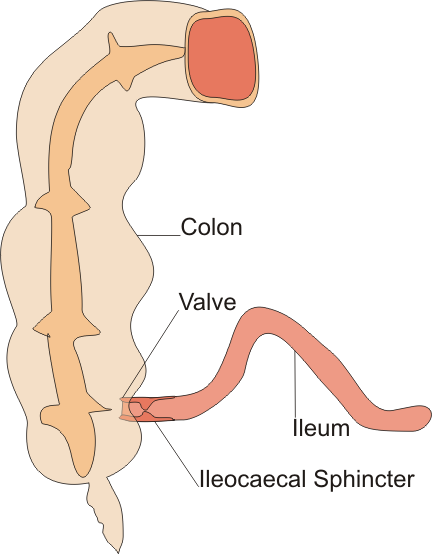
Diagramma della valvola ileocecale.

Vi sono più di quaranta differenti sfinteri di varie dimensioni nel corpo umano, ad esempio:
- Lo sphincter pupillae o muscolo sfintere dell'iride, appartenente all'iride dell'occhio.
- Il muscolo orbicolare dell'occhio.
- Lo sfintere esofageo superiore.
- Il cardias (sfintere esofageo inferiore), o sfintere cardiaco, in corrispondenza della porzione superiore dello stomaco. Questo sfintere impedisce che il contenuto acido dello stomaco si muova verso l'alto, nell'esofago.
- Lo sfintere del piloro, all'estremità inferiore dello stomaco.
- Lo sfintere ileocecale nella giunzione del piccolo intestino (ileo) e l'intestino crasso, che funziona per limitare il riflusso di contenuti del colon indietro nell'ileo.
- Lo sfintere di Oddi, o sfintere Glisson, che controlla le secrezioni dal fegato, pancreas e della cistifellea nel duodeno.
- Lo sfintere uretrale controlla l'uscita di urina dal corpo.
- Nell'ano, ci sono due sfinteri che controllano l'uscita delle feci dal corpo (vedi muscolo sfintere anale interno e muscolo sfintere anale esterno). Lo sfintere interno è involontario e l'esterno è volontario.
- Gli sfinteri precapillari microscopici che funzionano per controllare il flusso di sangue in ciascun capillare in risposta locale all'attività metabolica.[2]